# Jürgen Wöhler
Pour les articles homonymes, voir Wöhler.
Jürgen Otto Wöhler (né le 10 mai 1950 à Oberlahnstein, en Allemagne) est un juriste et manager allemand. Il est directeur de la Chambre allemande de commerce et d’industrie à Séoul, en Corée du Sud de juin 2007 à mai 2012.

## Éducation
Wöhler a fait partie après son Abitur de la Bundeswehr pendant deux ans (il est depuis 1987 major de la réserve). De 1972 à 1977 il a fait des études de droit et un Master of Arts en économie, histoire et politique à l’université de Tübingen et à l’université de Genève. Après le premier examen juridique d’État 1977, il est allé à l'université Georgetown à Washington D.C. à titre de chercheur. Il a obtenu en 1978 un diplôme d'études supérieures de droit comparé à l'université de Strasbourg. Il a passé en 1980 le deuxième examen juridique d’État à Stuttgart et a été admis au Barreau. 

## Carrière
De 1981 à 1983 il a travaillé comme fonctionnaire du ministère de l'Intérieur du Bade-Wurtemberg et été chef du bureau de droit de la construction dans le district de Ludwigsburg. De 1983 à 1985 il a travaillé au Staatsministerium Bade-Wurtemberg dans la représentation de Land à Bonn, comme représentant de Land dans le comité du Bundestag et dans le comité fédéral. De 1985 à 1987 il a été directeur général adjoint et chef du conseil en placement et du service juridique de la chambre de commerce Allemagne-Corée à Séoul. De 1987 à 2007, il a été responsable des affaires internationales de la Landesbank Bade-Wurtemberg à Stuttgart et depuis avril 2007 il est directeur général de la chambre de commerce Allemagne-Corée. Arbitre reconnu, Jürgen Wöhler est membre du Chartered Institute of Arbitrators (en) (MCIArb) de Londres.

## Distinctions
- Ordre du Mérite de la République fédérale d'Allemagne, 2009
- Sungrye Medal for Diplomatic Service Merit de la République de Corée, 2008
- Ordre national du Mérite de la République française, 2006